# This Never Happened Before
«This Never Happened Before» es una canción de Paul McCartney, perteneciente al álbum Chaos and Creation in the Backyard (2005). Fue producida por Nigel Godrich (1971-). Fue lanzada para estaciones de radio estadounidenses en el año 2006, ocupando el lugar n.º 27 en la tabla de música contemporánea para adultos de la revista Billboard.
En el año 2006 fue incluida como banda sonora de la película La casa del lago.

## Lista de canciones
- Promo CD DPRO-49684-2
  1. «This Never Happened Before» (versión 2) - 3:13
  2. «This Never Happened Before» (versión álbum) - 3:26

La canción fue utilizada en la película La casa en el lago, protagonizada por Keanu Reeves y Sandra Bullock